# Aloxe-Corton
Aloxe-Corton – miejscowość i gmina we Francji, w regionie Burgundia-Franche-Comté, w departamencie Côte-d’Or.
Według danych na rok 1990 gminę zamieszkiwało 187 osób, a gęstość zaludnienia wynosiła 71 osób/km² (wśród 2044 gmin Burgundii Aloxe-Corton plasuje się na 724. miejscu pod względem liczby ludności, natomiast pod względem powierzchni na miejscu 1345.).